# Blastobasis commendata
Blastobasis commendata é uma espécie de mariposa do gênero Blastobasis pertencente à família Coleophoridae.